# Waldino Maradona
Waldino Baldomero Maradona (1896-1977) fue el primer diputado socialista electo de la provincia de Santa Fe.

## Reseña biográfica
Waldino Maradona, hermano del célebre médico humanista Esteban Laureano Maradona, nació y vivió gran parte de su infancia en Barrancas y a los 17 años se afilió al Partido Socialista. Cultivó  amistad con Alfredo Palacios, Juan B. Justo y Nicolás Repetto, principales referentes del socialismo. Entre 1932 y 1934 ocupó una banca en la legislatura provincial por el departamento San Jerónimo, siendo el primer diputado socialista de la provincia de Santa Fe.
Entre sus iniciativas legislativas más destacables están la instauración el sábado inglés para los empleados y su proyecto sobre la canalización de las grandes cañadas que liberaron grandes extensiones de tierra que permanecían anegadas. Además, impulsó una reforma tributaria imponiendo una patente anual a los sub arrendadores de campos para combatir privilegios y a la vez producir importantes fuentes de ingreso al estado provincial.
Durante ese período también reclamó una reforma a la ley electoral de la provincia que incorporara el sufragio universal para ambos sexos, la representación legislativa de las minorías, la supresión de los departamentos como unidades políticas y administrativas y la elección directa de gobernador y vice.
Producido el golpe de Estado de 1943, fue opositor político e ideológico del ascenso del grupo militar y reclamó más comunicación y unión entre los dirigentes partidarios de la nación y de la provincia para llevar los ideales socialistas a cada rincón del país.